# تیتانوسن دی‌کلرید
تیتانوسن دی کلرید (به انگلیسی: Titanocene dichloride) با فرمول شیمیایی C۱۰H۱۰Cl۲Ti یک ترکیب شیمیایی است؛ که جرم مولی آن 248.96 g/mol می‌باشد. شکل ظاهری این ترکیب، جامد قرمز روشن است.